# Ferrari 550 Maranello
Ferrari 550 Maranello je dvousedadlový, dvoudveřový, GT automobil vyrobený automobilkou Ferrari. Byl představený v roce 1996, má vpředu uložený zážehový dvanáctiválec a pohon zadních kol. Motor je stejný jako v modelu 456, ale byl umístěn jako high-end model. Automobil používá šestistupňovou převodovku umístěnou vzadu. Číslo modelu 550 značí objem motoru – 5,5 litru a jméno Maranello odkazuje na město, kde sídlí Ferrari.
Automobil má prostorný a luxusní interiér. Kufr je široký a dlouhý, ale ne příliš hluboký, vejde se do něj celý set golfových holí nebo běžná zavazadla.
V roce 2002 byl nahrazen typen 575M Maranello.

## Specifikace

### Motor

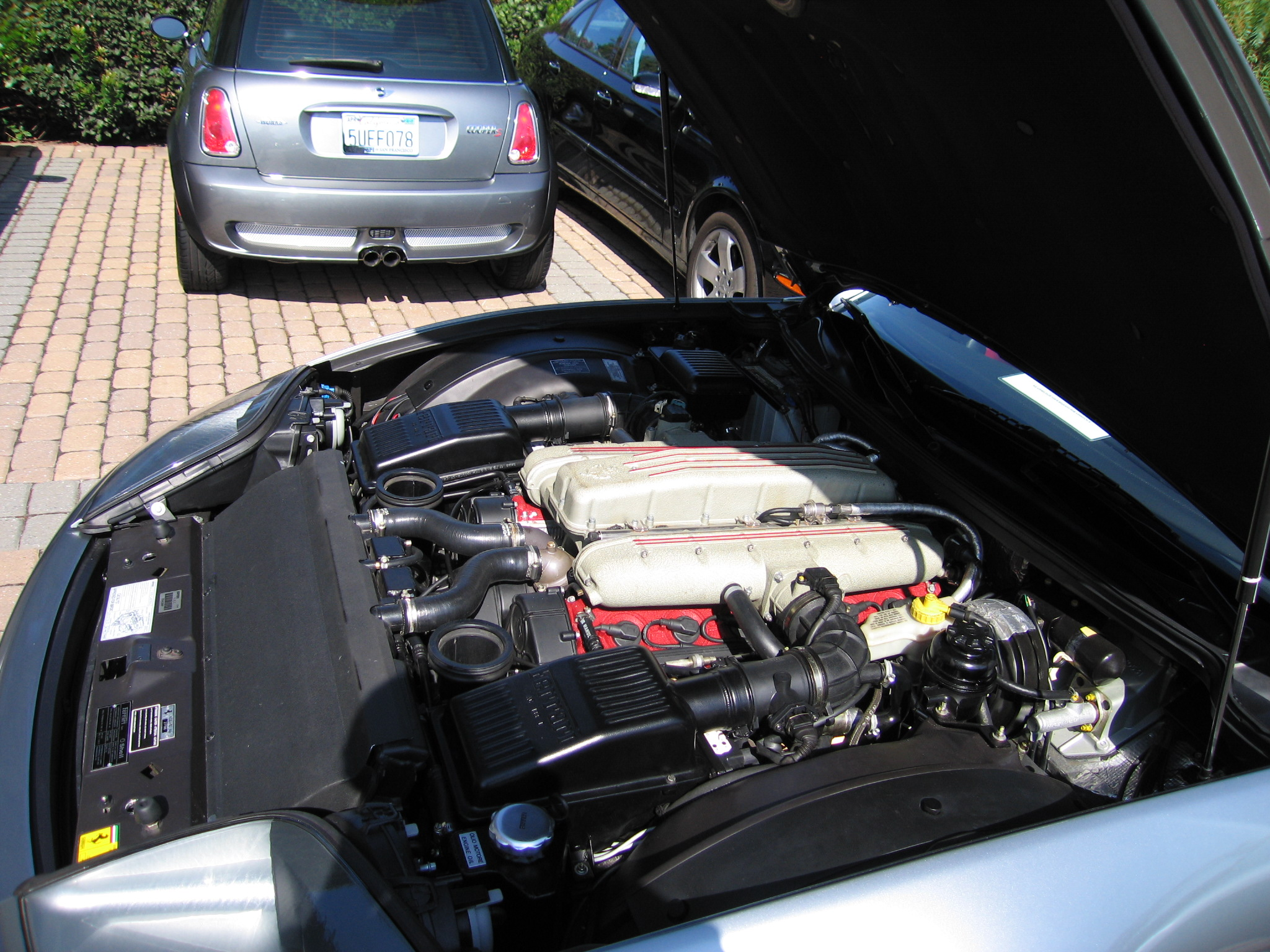
Ferrari 550 Maranello – vpředu uložený dvanáctiválcový motor

Motor je atmosférický zážehový dvanáctiválec do V se čtyřmi ventily na válec.
- Objem: 5 474 cm3
- Výkon: 357 kW (485 k) při 7 000ot ./min.
- Max. točivý moment: 569 Nm při 5 000 ot./min.
- Vrtání x zdvih: 88 x 75 mm

### Šasi
Automobil má ocelový prostorový rám s lehkou hliníkovou karoserií. Brzdy jsou větrané s kotouči o průměru 330 mm vpředu a 310 mm vzadu.

### Jízdní vlastnosti
- Max. rychlost: 320 km/h
- Zrychlení z 0 na 100 km/h: 4,4 s
- 400 m s pevným startem: 12,5 s
- 1000 m s pevným startem: 22,5 s

## 550 Barchetta Pininfarina

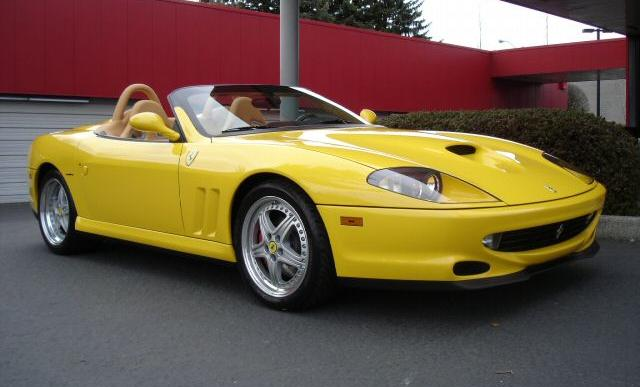
Ferrari 550 Barchetta Pininfarina

V roce 2000 byl představen na Pařížském autosalonu typ 550 s otevřenou střechou – Barchetta Pininfarina. Celkem se vyrobilo 448 kusů, o 4 kusy více, než se původně plánovalo. Bylo to kvůli pověrčivosti Japonců. Těmto kusům předcházelo 10 prototypů číslovaných P01–P10 na cedulkách v interiéru. Tyto prototypy byly nerozeznatelné od ostatní produkce.
Jízdní vlastnosti se prakticky nelišily od verze s pevnou střechou, jen maximální rychlost byla 300 km/h.

## Rossa
Speciál Rossa na bázi 550 byl představen na Turínském autosalonu v roce 2000, k příležitosti 70. výročí karosárny Pininfarina.

## 550 GTZ
28. října 2009 Zagato a Ferrari odhalily spolupráci na verzi se sklápěcí střechou GTZ k oslavení 90. výročí spolupráce těchto dvou italských firem. Tato limitovaná série čítala 5 kusů vycházejících z 550 Barchetta Pininfarina. Každý kus byl prodán za astronomickou částku jeden milion liber.